# Les Pedranes
Les Pedranes és una muntanya de 1.682 metres que es troba al municipi de Montferrer i Castellbò, a la comarca de l'Alt Urgell.